# Maják Apostolos Andreas
Maják na mysu Apostolos Andreas (mys svatého Ondřeje) (jiné názvy: Zafer Burnu Light, Klidhes Islands Light, Cape Andreas Light) je aktivní maják na malém ostrově na konci mysu Apostolos Andreas nedaleko Dipkarpazu (Severokyperská turecká republika) na severu Kypru.

## Historie
Byl uveden do provozu v roce 1991 na Klidhesových ostrovech (Klidhes Islands) na konci poloostrova Karpas na severovýchodě ostrova. Maják se nachází na malém ostrůvku u konce poloostrova, který je jedním z několika vrcholů představujících podmořský hřeben. Nahrazuje starý z roku 1913. Mys je pojmenován podle kláštera svatého Ondřeje (Apostolos Andreas).

## Popis
Maják je 10 m vysoká kovová věžička čtvercového půdorysu s ochozem a malým majákem. Věž je celá natřená na bílo. Výška světelného ohniska je 20 m. Jeho dosah je 14 námořních mil (asi 26 km). Charakteristika:  Fl(4) W 20s (vysílá čtyři záblesky bílého světla v intervalu 20 s).

## Označení
Identifikátor:  
- ARLHS: CYP010
- KTGK-33210
- Admiralita: N5900
- NGA: 20968